# Fotbal Club Victoria Brănești
Il Victoria Brănești (nome completo Fotbal Club Victoria Brănești) è una società calcistica rumena con sede nella città di Brănești. Milita in Liga II.

## Storia
Il Victoria Brănești viene fondato nel 1968 da alcuni abitanti della città con la passione per il calcio. La squadra, nella sua storia, ha sempre giocato nelle serie inferiori senza esiti particolari; il privo evento di rilievo lo abbiamo nel 2007 quando la squadra viene promossa per la prima volta in Liga III.
Al primo anno in Liga III la squadra ottiene la salvezza ma l'anno successivo l'arrivo come allenatore (e contemporaneamente finanziatore) dell'ex giocatore della Steaua Ilie Stan cambia i piani, l'obiettivo della salvezza cambia in quello di una promozione in Liga II. Gli investimenti effettuati danno il loro frutto e la promozione avviene al primo tentativo.
In Liga II la squadra parte per salvarsi, ma giornata dopo giornata la squadra consegue ottimi risultati che la portano in testa alla classifica e ad essere 'Campione d'inverno' al termine del girone d'andata. A questo punto la società decide di provare a centrare l'obbiettivo della promozione. Nel girone di ritorno la squadra ha delle battute d'arresto ma Ilie Stan tiene compatta e solida la squadra che alla fine riesce ad ottenere la promozione con due giornate di anticipo.

## Stadio
Lo Stadio è dedicato a Cătălin Hîldan, ex giocatore prematuramente morto in campo. È stato ristrutturato nel corso del 2009 e ha 2.500 posti a sedere. La struttura presenta una Tribuna Coperta con Sala Stampa e due curve, la Curva I e la Curva II. A fianco alla Curva II abbiamo il settore ospiti. Tutto lo stadio è controllato da telecamere di sorveglianza.

Con la promozione in Liga I lo stadio verrà ulteriormente rimodernato per portarlo agli standard necessari per disputare partite nella massima serie. Fino alla fine dei lavori, la squadra giocherà allo Stadio Crang di Buzău.

## Curiosità
Brănești, con i suoi 8.000 abitanti circa, ha battuto il record conquistato due anni prima da Otopeni diventando la città più piccola ad avere una squadra in Liga I.

## Palmarès
- Campionato di Liga III: 1

(2008-09)
- Campionato di Liga II: 1

(2009-10)